# Krásenský vrch
Krásenský vrch är ett berg i Tjeckien.   Det ligger i regionen Karlovy Vary, i den västra delen av landet, 120 km väster om huvudstaden Prag. Toppen på Krásenský vrch är 777 meter över havet.
Terrängen runt Krásenský vrch är kuperad åt nordost, men åt sydväst är den platt.Runt Krásenský vrch är det ganska glesbefolkat, med 25 invånare per kvadratkilometer. Närmaste större samhälle är Karlovy Vary, 15,8 km norr om Krásenský vrch. I omgivningarna runt Krásenský vrch växer i huvudsak blandskog.